# Френкель, Юрий Робертович
Юрий Робертович Френкель (18 сентября 1917 года, Новороссийск — 22 сентября 1995 года, Челябинск) — советский и российский тренер по лёгкой атлетике. Заслуженный тренер РСФСР (1958).

## Биография
Родился 18 сентября 1917 года в Новороссийске. После окончания средней школы в 1936 году поступил в Одесский кораблестроительный институт, затем в 1938 году перевёлся в Государственный центральный институт физкультуры в Москве.
Участник Великой Отечественной войны. В 1941 добровольцем ушел на фронт. Воевал в отдельной мотострелковой бригаде особого назначения НКВД СССР, был разведчиком в тылу немецких войск. Воинское звание — старшина.
В 1947 году после окончания института был распределен в Челябинский педагогический институт на кафедру физического воспитания, где работал сначала старшим преподавателем, а затем — заведующим кафедрой.
В 1951 году стал одним из организаторов Челябинской федерации лёгкой атлетики.
С 1971 по 1978 год был заведующим кафедрой лёгкой атлетики Челябинского государственного института физической культуры, впоследствии являлся старшим преподавателем этой же кафедры.
Умер 22 сентября 1995 года в Челябинске. Похоронен на Успенском кладбище.
Наиболее высоких результатов среди его воспитанников достигли:
- Татьяна Зеленцова — чемпионка Европы 1978 года, двукратная чемпионка СССР (1976, 1978)[5][6],
- Владимир Лощилов — участник Олимпиады 1956 года, двукратный чемпион СССР (1957, 1958),
- Геннадий Кондрашов — чемпион Универсиады 1963 года, участник Олимпиады 1968 года, двукратный чемпион СССР (1963, 1965),
- Лидия Гребнева — чемпионка Спартакиады народов РСФСР 1956 год.